# Kuangcsou FC
A Kuangcsou Evergrande (nyugati médiában legtöbbször Guangzhou Evergrande) egy 1954-ben alapított kínai labdarúgóklub. Székhelye Kantonban található. Jelenleg a kínai Super League-ben játszik. Hazai meccseit a Tianhe Stadionban játssza, rendszerint nagy közönség előtt.

## Jelenlegi keret
Frissítve:2016. július 16.
| #  |          | Poszt | Név                        |
| -- | -------- | ----- | -------------------------- |
| 2  | Kína     | KP    | Liao Li-seng               |
| 3  | Kína     | V     | Mej Fang                   |
| 4  | Kína     | KP    | Xu Xin                     |
| 5  | Kína     | V     | Csang Liu-peng             |
| 6  | Kína     | V     | Feng Xiaoting              |
| 7  | Brazil   | CS    | Alan Carvalho              |
| 8  | Brazil   | KP    | Paulinho                   |
| 9  | Kolumbia | CS    | Jackson Martínez           |
| 10 | Kína     | KP    | Cseng Cse (csapatkapitány) |
| 11 | Brazil   | KP    | Ricardo Goulart            |
| 12 | Kína     | KP    | Wang Shangyuan             |
| 13 | Kína     | K     | Fang Jingqi                |
| 15 | Kína     | CS    | Zhang Wenzhao              |
| 16 | Kína     | KP    | Huang Bowen                |
| 17 | Kína     | KP    | Liu Jian                   |

| #  |           | Poszt | Név          |
| -- | --------- | ----- | ------------ |
| 19 | Kína      | K     | Ceng Cseng   |
| 20 | Kína      | KP    | Jü Han-csao  |
| 23 | Kína      | V     | Han Pengfei  |
| 25 | Kína      | V     | Zou Zheng    |
| 27 | Kína      | KP    | Zheng Long   |
| 28 | Dél-Korea | V     | Kim Jonggvon |
| 29 | Kína      | CS    | Kao Lin      |
| 31 | Kína      | KP    | Zhang Aokai  |
| 32 | Kína      | K     | Liu Dianzuo  |
| 33 | Kína      | V     | Rong Hao     |
| 34 | Kína      | V     | Wu Yuduo     |
| 35 | Kína      | V     | Li Xuepeng   |
| 36 | Kína      | V     | Hu Ruibao    |
| 37 | Kína      | V     | Chen Zepeng  |
| 40 | Kína      | K     | Liu Shibo    |

### Szakmai stáb
| Pozíció                                    | Név                       |
| ------------------------------------------ | ------------------------- |
| Vezetőedző                                 | Fabio Cannavaro           |
| Segédedző                                  | Antonio Rogazzo           |
| Segédedző                                  | Francesco (Ciccio) Troise |
| Segédedző                                  | Fu Bo                     |
| Kapusedző                                  | Franco Cotugno            |
| Erőnléti edző                              | Jordi Garcia              |
| Terepeauta                                 |                           |
| Csapatorvos                                | Kyoshi O                  |
| Tartalékcsapat edző                        | Chang Weiwei              |
| Tartalékcsapat segédedző                   | Li Kun                    |
| Tartalékcsapat segédedző                   | Liu Zhiyu                 |
| Tartalékcsapat kapusedző                   | Wang Weiman               |
| Tartalékcsapat pszichiáter                 | Wan Bingfeng              |
| Ifjúsági igazgató / U-19-es csapat edzője  | Stefan Böger              |
| Akadémiai igazgató / U-17-es csapat edzője | Marco Pezzaiuoli          |

### Vezetőedzők a kezdetektől a professzionális időszakig (1954–1993)
| Vezetőedző  | Periódus |
| ----------- | -------- |
| Luo Dizhi   | 1954–56  |
| Zeng Peifu  | 1956     |
| Zheng Deyao | 1956     |
| Luo Rongman | 1956–61  |
| Li Wenjun   | 1964     |
| Lin Xiaocai | 1966–76  |
| Luo Rongman | 1977     |
| Feng Meilu  | 1977     |

| Manager      | Period  |
| ------------ | ------- |
| Luo Rongman  | 1978–82 |
| Cai Tangyao  | 1983–84 |
| Chen Yiming  | 1985    |
| Qi Wusheng   | 1986–88 |
| Xie Zhiguang | 1989    |
| Chen Yiming  | 1990    |
| Zhou Suian   | 1991–93 |

### Professzionális időszak (1994–)
Frissítve: 2016. október 23.
| #  | Név                         | Periódus                                 | M   | GY | D  | V  | LG  | KG  | GK    | Win% | Trófeák |
| -- | --------------------------- | ---------------------------------------- | --- | -- | -- | -- | --- | --- | ----- | --- | ------- |
| 1  | Zhou Suian                  | 1994. július 2. – 1995. június 7.        | 29  | 13 | 7  | 9  | 40  | 34  | 44,83 | |         |
| 2  | Zhang Jingtian              | 1995. június 8. – 1995. december 28.     | 16  | 6  | 5  | 5  | 27  | 24  | 37,50 | |         |
| 3  | Xie Zhiguang                | 1996 – 1996. április 17.                 | 1   | 0  | 1  | 0  | 0   | 0   | 0.00  | |         |
| 4  | Xian Dixiong                | 1996. április 18. – 1996                 | 25  | 8  | 8  | 9  | 31  | 33  | 32,00 | |         |
| 5  | Chen Yiming                 | 1997. január – 1997. augusztus 13.       | 17  | 3  | 8  | 6  | 11  | 16  | 17,65 | |         |
| 6  | Mai Chao                    | 1997. augusztus 13. – 1998. június 12.   | 24  | 5  | 11 | 8  | 24  | 28  | 20,83 | |         |
| 7  | Chen Xirong                 | 1998. június 12. – 1999. május 4.        | 21  | 4  | 5  | 12 | 20  | 34  | 19,05 | |         |
| 8  | Zhao Dayu                   | 1999                                     | 18  | 6  | 6  | 6  | 24  | 25  | 33,33 | |         |
| 9  | Gildo Rodrigues             | 2000 január – 2000. április 19.          | 5   | 0  | 1  | 4  | 2   | 9   | 0.00  | |         |
| 10 | Zhou Suian                  | 2000. április 19. – 2000. szeptember 23. | 18  | 6  | 6  | 6  | 25  | 20  | 33,33 | |         |
| *  | Edson Tavares (ideiglenese) | 2000. november 13. – 2000. december 11.  | 0   | 0  | 0  | 0  | 0   | 0   | —     | |         |
| 11 | Liu Kang                    | 2000. december 11. – 2001. július 25.    | 16  | 5  | 7  | 4  | 15  | 13  | 31,25 | |         |
| 12 | Zhou Suian                  | 2001. július 25. – 2002. szeptember 2.   | 24  | 10 | 6  | 8  | 37  | 30  | 41,67 | |         |
| 13 | Wu Qunli                    | 2002. szeptember 2. – 2002. december 19. | 6   | 0  | 3  | 3  | 5   | 9   | 0.00  | |         |
| 14 | Zhou Suian                  | 2002. december 19. – 2003. február 18.   | 0   | 0  | 0  | 0  | 0   | 0   | —     | |         |
| 15 | Mai Chao                    | 2003. február 18. – 2005. október 31.    | 91  | 41 | 33 | 17 | 144 | 86  | 45,05 | |         |
| *  | Drago Mamić (ideiglenesen)  | 2005. november 25. –2006. február 25.    | 0   | 0  | 0  | 0  | 0   | 0   | —     | |         |
| 16 | Qi Wusheng                  | 2006. február 25. – 2006. december 31.   | 26  | 16 | 3  | 7  | 47  | 27  | 61,54 | |         |
| 17 | Shen Xiangfu                | 2007. január 4. – 2009. november 30.     | 84  | 38 | 24 | 22 | 144 | 95  | 45,24 | 2007 China League One |         |
| *  | Peng Weiguo (ideiglenesen)  | 2009. december 1. – 2010. március 25.    | 0   | 0  | 0  | 0  | 0   | 0   | —     | |         |
| 18 | Lee Jang-Soo                | 2000. március 15. – 2012. május 16.      | 73  | 49 | 17 | 7  | 164 | 65  | 67,12 | 2010-es Kínai League One 2011-es Kínai Super League 2012-es Kínai Szuperkupa                                                                             |         |
| 19 | Marcello Lippi              | 2012. május 17. –2014. november 12.      | 126 | 82 | 23 | 21 | 281 | 121 | 65,08 | 2012-es Kínai Szuperliga 2012-es Kínai FA-kupa 2013-as Kínai Szuperliga 2013-as AFC-bajnokok ligája 2014-es Kínai Szuperliga                             |         |
| 20 | Fabio Cannavaro             | 2014. november 5. – 2015. június 4.      | 23  | 11 | 7  | 5  | 46  | 28  | 47,83 | |         |
| 21 | Luiz Felipe Scolari         | 2015. június 4. – 2017. november 9.      | 118 | 71 | 28 | 19 | 243 | 121 | 60,17 | 2015-ös Kínai Szuperliga 2015-ös AFC-bajnokok ligája 2016-os Kínai Szuperkupa 2016-os Kínai Szuperliga 2017-es Kínai Szuperkupa 2017-es Kínai Szuperliga |         |
| 20 | Fabio Cannavaro             | 2017. november 9. –                      | 0   | 0  | 0  | 0  | 0   | 0   | —     | |         |

### Tulajdonos- és névváltoztatok
A táblázatban szereplő nevek angol átírások.
| Év      | Tulajdonos                                                     | Csapatnév                                                 |                                  |
| ------- | -------------------------------------------------------------- | --------------------------------------------------------- | -------------------------------- |
| 1954–55 | Central and Southern China Institute of Sports                 | Central and Southern China Sports Institute Football Team | Central and Southern China White |
| 1955    | Central and Southern China Institute of Sports                 | Central and Southern China Sports Institute Football Team | Guangzhou                        |
| 1956    | Central and Southern China Institute of Sports                 | Central and Southern China Sports Institute Football Team | Central and Southern China White |
| 1956–57 | Guangzhou Institute of Sports                                  | Guangzhou Institute of Sports Football Team               |                                  |
| 1958    | Guangzhou Institute of Sports                                  | Guangzhou Football Team                                   |                                  |
| 1959–61 | Guangzhou Public Security Bureau                               | Guangzhou Vanguard Football Team                          |                                  |
| 1962–66 | Guangzhou Sports Bureau                                        | Guangzhou Football Team                                   |                                  |
| 1977–79 | Guangzhou Sports Bureau                                        | Guangzhou Youth Football Team                             |                                  |
| 1980–84 | Guangzhou Sports Bureau                                        | Guangzhou Football Team                                   |                                  |
| 1985–89 | Guangzhou Sports Bureau                                        | Guangzhou Football Team                                   | Guangzhou Baiyun                 |
| 1989–93 | Guangzhou Sports Bureau                                        | Guangzhou Football Club                                   | Guangzhou Baiyun                 |
| 1993–00 | Guangdong Apollo Group                                         | Guangzhou Apollo Football Club                            |                                  |
| 2001–02 | Guangzhou Sports Bureau                                        | Guangzhou Football Club                                   | Guangzhou Geely                  |
| 2002–03 | Guangzhou Sports Bureau                                        | Guangzhou Football Club                                   | Guangzhou Xiangxue               |
| 2004–05 | Sunray Cave Group                                              | Guangzhou Football Club                                   | Guangzhou Sunray Cave            |
| 2005–07 | Guangzhou Pharmaceutical Holdings                              | Guangzhou GPC Football Club                               |                                  |
| 2007–08 | Guangzhou Pharmaceutical Holdings                              | Guangzhou GPC Football Club                               | Guangzhou GPC Zhongyi            |
| 2008–09 | Guangzhou Pharmaceutical Holdings                              | Guangzhou GPC Football Club                               | Guangzhou GPC Baiyunshan         |
| 2010    | Guangzhou Sports Bureau                                        | Guangzhou Football Club                                   |                                  |
| 2010    | Evergrande Real Estate Group                                   | Guangzhou Evergrande Football Club                        | Guangzhou GAC                    |
| 2011–14 | Evergrande Real Estate Group                                   | Guangzhou Evergrande Football Club                        |                                  |
| 2014–   | Evergrande Real Estate Group (50%→60%) Alibaba Group (50%→40%) | Guangzhou Evergrande Taobao Football Club                 |                                  |

## Híres játékosok
- Lucas Barrios
- Robinho
- Paulinho
- Alessandro Diamanti
- Jackson Martínez
- Ricardo Goulart
- Kao Lin
- Alberto Gilardino
- Elkeson
- Darío Conca

## Híres edzők
- Marcello Lippi
- Fabio Cannavaro
- Luiz Felipe Scolari

## Riválisok
Amikor 1994-ben a professzionalizmus létrejött Kínában, egyes régiókban több klubcsapat is létrejött, kihasználva a kedvező lehetőségeket. Ebben az időszakban alakult a Guangzhou Matsunichi, ami eleinte utánpótlás klubként működött, azonban a Matsunichi Digitals Holdings Limited felvásárolta. A két klub közötti további kapcsolat volt a közös használatú Yuexiushan stadion is. Egy ideig a két klub egy osztályban is szerepelt, az 1998-as idényben a Matsunichi előrébb is végzett mint az Evergrande, 2000-ben pedig a két csapat a kiesés elkerüléséért harcolt egymással. Július 15-én az Evergrande 3-1-es győzelmet aratott vetélytársa felett, ezzel nagyban hozzájárulva, hogy az idény végén a Matsunichi kiesett az élvonalból, majd meg is szűnt.
Amióta a Guangzhou R&F Kantonba költözött, a két csapat mérkőzéseit emlegetik a Kantoni Derbi néven is. Az első ilyen összecsapásra 2012. március 16-án került sor, és 2-0 arányban a Guangzhou R&F diadalmaskodott. A két csapat tulajdonosai között jó kapcsolat alakult ki. A 2012-es bajnokságban a két együttes második összecsapását is az R&F nyerte.

#### Sikerek
- Kínai Szuperliga

Győztes (6): 2011, 2012, 2013, 2014, 2015, 2016
- Kínai FA-kupa

Győztes (1): 2012
- AFC-bajnokok ligája

Győztes (2): 2013, 2015
- Chinese Jia-B League / Kínai League One

Győztes (5): 1956, 1958, 1981, 2007, 2010
- Kínai Szuperkupa

Győztes (2): 2012, 2016
- FIFA-klubvilágbajnokság

3. hely (2): 2013, 2015

## Rekordok

### A legtöbb gólt szerző játékosok
| Játékos         | Gólok | Időszak |
| --------------- | ----- | ------- |
| Kao Lin         | 73    | 2010–   |
| Elkeson         | 59    | 2013–15 |
| Muriqui         | 52    | 2010–14 |
| Luis Ramírez    | 48    | 2007–09 |
| Hu Zhijun       | 36    | 1994–97 |
| Ricardo Goulart | 36    | 2015–   |
| Darío Conca     | 33    | 2011–13 |
| Xu Liang        | 29    | 2007–09 |
| Wen Xiaoming    | 24    | 2001–08 |
| Lu Lin          | 23    | 2003–10 |

| Játékos         | Gólok | Időszak |
| --------------- | ----- | ------- |
| Kao Lin         | 88    | 2010–   |
| Muriqui         | 77    | 2010–14 |
| Elkeson         | 76    | 2013–15 |
| Darío Conca     | 54    | 2011–13 |
| Ricardo Goulart | 52    | 2015–   |
| Luis Ramírez    | 48    | 2007–09 |
| Hu Zhijun       | 36    | 1994–97 |
| Xu Liang        | 29    | 2007–09 |
| Wen Xiaoming    | 27    | 2001–08 |
| Cléo            | 24    | 2011–12 |

#### Pályára lépések
- Legtöbb bajnoki mérkőzés: Feng Junyan, 222 mérkőzés, 2003–14
- Legtöbb tétmérkőzés: Kao Lin, 257 mérkőzés, 2010–
- Legtöbb élvonalbeli mérkőzés: Kao Lin, 161 mérkőzés, 2011–

#### Gólok
- Legtöbb gól tétmérkőzésen: Kao Lin, 88 gól, 2010–
- Legtöbb gól az élvonalban: Elkeson, 59 gól, 2013–15
- Legtöbb gól egy szezonban: 34 gól, Elkeson a 2014-es idényben
- Legtöbb gól egy mérkőzésen: 4 gól, Hu Zhijun a Sanghaj Greenland ellen, 1994. augusztus 14., és Muriqui a Nanjing Yoyo ellen, 2010. július 21.
- Leggyorsabb gól: Tan Ende, 10 másodperc, a Yanbian Hyundai, 1996. június 2.

#### Átigazolások
- Legdrágábban vásárolt játékos: Jackson Martínez az Atlético de Madridtól 42 millió €, 2016. február
- Legdrágábban eladott játékos: Elkeson a Shanghai SIPG-től 18 millió €, 2016. január

## Külső hivatkozások
- Official website Archiválva 2015. december 12-i dátummal a Wayback Machine-ben
- Supporters' website
- Stats on Sina